# 杉山眞澄
杉山 眞澄（すぎやま ますみ、1957年9月 - ）は、日本の保健師、教育者、保健学者、看護学者（公衆衛生看護学）。学位は修士（看護学）（静岡県立大学・2011年）。静岡県立大学看護学部准教授・大学院看護学研究科准教授。名の「眞」は「真」の旧字体のため、新字体で杉山 真澄（すぎやま ますみ）とも表記される。
富士宮保健所技師、静岡県総合健康センター研究主幹、賀茂健康福祉センター健康増進課課長、静岡県立東部看護専門学校副校長、静岡県公立大学教職員組合委員長（第13代）などを歴任した。

## 来歴

### 生い立ち
1957年（昭和32年）9月に生まれた。静岡県職員として採用され、1979年（昭和54年）4月に富士宮保健所に技師として着任した。2005年（平成17年）4月、静岡県総合健康センターにて研究主幹に就任した。また、その傍ら、県と同名の公立大学法人により設置・運営される静岡県立大学の大学院に進学しており、看護学研究科の看護学専攻にて学んだ。2011年（平成23年）3月、静岡県立大学の大学院における修士課程を修了した。それにともない、修士（看護学）の学位を取得した。2011年（平成23年）4月、賀茂健康福祉センターにて健康増進課の課長に就任した。

### 看護学者として
2014年（平成26年）4月、静岡県により設置・運営される静岡県立東部看護専門学校に転じ、副校長に就任した。2016年（平成28年）4月、母校である静岡県立大学に採用され、看護学部の准教授に就任した。看護学部においては、主として看護学科の講義を担当し、公衆衛生看護学を受け持った。同時に、静岡県立大学の大学院においては、看護学研究科の准教授を兼務することになった。看護学研究科においては、主として看護学専攻の講義を担当し、地域看護学を受け持った。なお、静岡県公立大学教職員組合では、2019年（令和元年）7月から2020年（令和2年）6月にかけて委員長を務めた。

## 研究
専門は保健学であり、特に公衆衛生看護学などの分野に関する研究に従事した。具体的には、子供に対する虐待の予防について研究していた。また、生活習慣病に関して、ある地域の住民に対する保健活動についても研究していた。さらに、保健所での勤務経験を生かし、保健師に対する現任教育にも力を注いでいた。なお、2009年（平成21年）に日本看護協会より会長表彰を受けている。
学術団体としては、日本公衆衛生学会、東海公衆衛生学会、日本地域看護学会、日本思春期学会、日本公衆衛生看護学会、日本子ども虐待防止学会、などに所属した。また、静岡県看護協会では、保健師側の広報委員を務めた。

## 略歴
- 1957年 - 誕生[1]。
- 1979年 - 富士宮保健所技師[2]。
- 2005年 - 静岡県総合健康センター研究主幹[2]。
- 2011年 - 静岡県立大学大学院看護学研究科修士課程修了[3]。
- 2011年 - 賀茂健康福祉センター健康増進課課長[2]。
- 2014年 - 静岡県立東部看護専門学校副校長[2]
- 2016年 - 静岡県立大学看護学部准教授[2]。
- 2016年 - 静岡県立大学大学院看護学研究科准教授。
- 2019年 - 静岡県公立大学教職員組合委員長[5]。

## 賞歴
- 2009年 - 日本看護協会会長表彰[9]。

### 註釈
1. ↑  静岡県立東部看護専門学校は、2019年に静岡県立看護専門学校に改組された。